# Corinne Oviedo
Corinne Oviedo (* 1965 in Miami) ist eine US-amerikanische Sängerin, Komponistin, Arrangeurin und Produzentin lateinamerikanischer Musik.
Die Vorfahren der in den USA geborenen Oviedo stammen aus Spanien, Kuba, der Dominikanischen Republik, Puerto Rico und von den Kanarischen Inseln. Ihr Repertoire als Sängerin umfasst neben zahlreichen Genres der lateinamerikanischen Musik auch Gospel, Hiphop, Rhythm and Blues, Jazz, Rock und Pop. Als Lead- und Backgroundsängerin nahm sie u. a. mit Ricky Martin, Cristian Castro, Chayanne, Elvis Crespo, José Luis Rodríguez, Franco de Vita, José Luis Perales, María Dolores Pradera und dem Duo Azúcar Moreno CDs and Alben auf.
Die Songs Oviedos wurden u. a. von Oscar D’León, Lalo Rodríguez, Andy Montañez, Frankie Ruiz, Eddie Santiago, Hector Tricoche, Tony Vega, Domingo Quiñones, Johnny Ray und David Pavón aufgenommen.  In Martha Coolidges Film Out to Sea (Tango gefällig?, mit Walter Matthau und Jack Lemmon) sang Wilfrido Vargas ihren Song Que sera. Oviedo komponierte, arrangierte, produzierte und sang auch zahlreiche Jingles für Radio und Fernsehen.